# Kalsdorf bei Graz
Kalsdorf bei Graz es un municipio situado en el distrito de Graz-Umgebung, en el estado de Estiria, Austria. Tiene una población estimada, a inicios de 2023, de 8308 habitantes.
Está ubicado en el centro del estado, cerca de la ciudad de Graz —la capital del estado— y del río Mura —un afluente del río Drava, que a su vez es afluente del Danubio—. 